# 프리킬
프리킬은 FNC 엔터테인먼트의 자회사 FNC JAPAN 소속 5인조 걸그룹이다. 걸그룹 오디션 'Who is Princess?'를 통해 선발된 5명으로 구성되었으며, 2022년 싱글 《SOMEBODY》로 데뷔했다.

## 방송
- Who is Princess? (2021)

## 음반
- SOMEBODY (2022.4)
- SOMEBODY (2022.5)
- SOMEBODY(English ver.) (2022)